# Robert Ellis Miller
Robert Ellis Miller (New York, 18 luglio 1927 – Los Angeles, 27 gennaio 2017) è stato un regista e attore teatrale statunitense.

## Biografia
Nel corso della sua carriera diresse oltre 50 tra film per il cinema, film per la televisione e serie TV. Il suo primo lavoro da regista fu un episodio della serie antologica Matinee Theatre nel 1958; l'ultimo fu il film per la TV The Angel of Pennsylvania Avenue (1996). Nel 1970 partecipò al Festival di Cannes 1970.
Nel 1969 e nuovamente nel 1984 ottenne la candidatura al Golden Globe per il miglior film drammatico. Per tre volte diresse attori candidati al Premio Oscar: Alan Arkin (candidato come miglior attore) e Sondra Locke (candidata come miglior attrice non protagonista), entrambi per L'urlo del silenzio (1968), e Tom Conti (candidato come miglior attore) per Reuben, Reuben (1983).

## Filmografia

### Cinema
- Tutti i mercoledì (Any Wednesday) (1966)
- Dolce novembre (Sweet November) (1968)
- L'urlo del silenzio (The Heart Is a Lonely Hunter) (1968)
- The Buttercup Chain (1970)
- Big Truck and Sister Clare (1972)
- The Girl from Petrovka (1974)
- Baltimore Bullet (1980)
- Taglio di diamanti (Rough Cut) (1980)
- Reuben, Reuben (1983)
- Hawks (1988)
- Brenda Starr - L'avventura in prima pagina (Brenda Starr) (1989)
- Bed & Breakfast - Servizio in camera (Bed & Breakfast) (1991)

### Televisione
- Omnibus – serie TV, 3 episodi (1953-1954)
- Matinee Theatre – serie TV, 3 episodi (1957-1958)
- Peter Gunn – serie TV, 1 episodio (1959)
- Westinghouse Desilu Playhouse – serie TV, 2 episodi (1959)
- Philip Marlowe – serie TV, 1 episodio (1959)
- Goodyear Theatre – serie TV, 5 episodi (1958-1959)
- Il tenente Ballinger (M Squad) – serie TV, 2 episodi (1959)
- The Rebel – serie TV, 1 episodio (1959)
- The Millionaire – serie TV, 1 episodio (1959)
- Markham – serie TV, 2 episodi (1959-1960)
- Alcoa Theatre – serie TV, 8 episodi (1958-1960)
- Perry Mason – serie TV, 2 episodi (1960)
- The DuPont Show with June Allyson – serie TV, 1 episodio (1960)
- I racconti del West (Zane Grey Theater) – serie TV, 3 episodi (1959-1961)
- Le grandi fiabe (Shirley Temple's Storybook) – serie TV, 1 episodio (1961)
- The Law and Mr. Jones – serie TV, 10 episodi (1960-1961)
- Ben Casey – serie TV, 3 episodi (1961-1962)
- Il dottor Kildare (Dr. Kildare) – serie TV, 1 episodio (1962)
- The Donna Reed Show – serie TV, 21 episodi (1959-1962)
- Ai confini della realtà (The Twilight Zone) – serie TV, 1 episodio (1962)
- Scacco matto (Checkmate) – serie TV, 5 episodi (1961-1962)
- Kraft Mystery Theater – serie TV, 1 episodio (1962)
- The Dick Powell Show – serie TV, 3 episodi (1961-1962)
- Armstrong Circle Theatre – serie TV, 1 episodio (1962)
- Wide Country – serie TV, 1 episodio (1962)
- Alcoa Premiere – serie TV, 2 episodi (1962-1963)
- Route 66 – serie TV, 3 episodi (1963)
- La città in controluce (Naked City) – serie TV, 2 episodi (1963)
- Il virginiano (The Virginian) – serie TV, 2 episodi (1963)
- Il fuggiasco (The Fugitive) – serie TV, 1 episodio (1963)
- Breaking Point – serie TV, 1 episodio (1963)
- La legge di Burke (Burke's Law) – serie TV, 1 episodio (1964)
- The Richard Boone Show – serie TV, 1 episodio (1964)
- Summer Playhouse – serie TV, 1 episodio (1964)
- Il reporter (The Reporter) – serie TV, 1 episodio (1964)
- Gli inafferrabili (The Rouges) – serie TV, 6 episodi (1964)
- Polvere di stelle (Bob Hope Presents the Chrysler Theatre) – serie TV, 2 episodi (1964-1965)
- Un eroe da quattro soldi (The Hero) – serie TV, 1 episodio (1966)
- Just an Old Sweet Song – film TV (1976)
- Ishi: The Last of His Tribe – film TV (1978)
- Madame X – film TV (1981)
- Her Life as a Man – film TV (1984)
- The Other Lover – film TV (1985)
- Intimate Stranger – film TV (1986)
- Killer Rules – film TV (1993)
- Sorveglianza ravvicinata (Pointman) – film TV (1994)
- A Walton Wedding – film TV (1995)
- The Angel of Pennsylvania Avenue – film TV (1996)